# اگری بوجاق (خوی)
اگری بوجاق، روستایی است از توابع بخش مرکزی شهرستان خوی استان آذربایجان غربی ایران. تيمورخان سرتيپ اگري بوجاقي قهرمان نام آوري آذربایجانی به همراه افرادش به ياري مردم شهر خوي شتافت تا از اين شهر در مقابل ارامنه مسلح ( سوم تير 1207 ) دفاع نمايد.

## جمعیت
این روستا در دهستان دیزج قرار داشته و بر اساس سرشماری سال ۱۳۸۵ جمعیت آن ۹۴۵نفر (۱۹۱ خانوار)
بوده‌است.